# Brezovica, Kosovo
Brezovica je naselje v kosovski občini Štrpce, naselje je znano po smučišču Brezovica, ki je eno najbolj obiskanih smučarskih središč na Kosovu. Leta 2011 je potekal popis prebivalstva, takrat je imelo naselje 68 prebivalcev.

## Geografija
Naselje leži v severovzhodnem delu gorovja Šar v bližini reke Lepenec. Smučišče Brezovica leži med 900 in 2500 metri nadmorske višine, ki je od same vasi oddaljeno približno 14 km.

## Zgodovina
V srednjeveški Srbiji je obstajala župa Sirinić (prvič je bila omenjena v listini iz 13. stoletja). Župa je zajemala celotno današnjo občino Štrpce z mestoma Gradište in Zidinac. V regiji se še da najti veliko ostankov bizantinskih utrdb.
28. junija 1944 so med drugo svetovno vojno bolgarski vojaki zaradi smrti enega od svojih vojakov v naselju Rakanovac na Brezovici na Brezovici usmrtili 46 domačinov, med njimi je bilo 12 otrok.

## Prebivalstvo
Prebivalstvo se je v zadnjih 30. letih začelo zmanjšalo iz 328 na 68. V večini v naselju živijo Srbi, čeprav se v zadnjih letih priseljujejo večino prebivalci albanskega rodu.
| Narodna sestava Brezovice iz leta 2011 | Narodna sestava Brezovice iz leta 2011 | Narodna sestava Brezovice iz leta 2011 | Narodna sestava Brezovice iz leta 2011 | Narodna sestava Brezovice iz leta 2011 |
| -------------------------------------- | -------------------------------------- | -------------------------------------- | -------------------------------------- | -------------------------------------- |
|                                        |                                        |                                        |                                        |                                        |
| Srbi                                   | Srbi                                   |                                        | 67.7%                                  | 67.7%                                  |
| Albanci                                | Albanci                                |                                        | 33.8%                                  | 33.8%                                  |
| Drugi                                  | Drugi                                  |                                        | 1.5%                                   | 1.5%                                   |

| Narodna sestava Brezovice iz leta 1981 | Narodna sestava Brezovice iz leta 1981 | Narodna sestava Brezovice iz leta 1981 | Narodna sestava Brezovice iz leta 1981 | Narodna sestava Brezovice iz leta 1981 |
| -------------------------------------- | -------------------------------------- | -------------------------------------- | -------------------------------------- | -------------------------------------- |
|                                        |                                        |                                        |                                        |                                        |
| Srbi                                   | Srbi                                   |                                        | 98.5%                                  | 98.5%                                  |
| Albanci                                | Albanci                                |                                        | 1.5%                                   | 1.5%                                   |
| Drugi                                  | Drugi                                  |                                        | 0.0%                                   | 0.0%                                   |